# Heteropogon (vliegen)
Heteropogon is een vliegengeslacht uit de familie van de roofvliegen (Asilidae).

## Soorten
- H. alter Becker, 1915
- H. arizonensis Wilcox, 1941
- H. aureus Becker, 1907
- H. aurocinctus Séguy, 1934
- H. biplex Becker in Becker & Stein, 1913
- H. cazieri Wilcox, 1965
- H. cirrhatus (Osten-Sacken, 1877)
- H. currani Pritchard, 1935
- H. chircahua Wilcox, 1965
- H. chiricahua Wilcox, 1965
- H. davisi Wilcox, 1965
- H. dejectus (Williston, 1901)
- H. divisus (Coquillett, 1902)
- H. dorothyae Martin, 1962
- H. duncani Wilcox, 1941
- H. eburnus (Walker, 1849)
- H. elegans Becker, 1907
- H. erinaceus Loew, 1871
- H. filicornis (Loew, 1871)
- H. fisheri Wilcox, 1965
- H. flavobarbatus Becker, 1907
- H. impudicus Janssens, 1961
- H. johnsoni (Back, 1904)
- H. lautus Loew, 1872
- H. lehri Richter, 1968
- H. loewi Lehr, 1970
- H. ludius (Coquillett, 1893)
- H. lugubris Hermann, 1906

- H. macerinus (Walker, 1849)
- H. maculinervis James, 1937
- H. manicatus (Meigen, 1820)
- H. manni Loew, 1854
- H. martini Wilcox, 1965
- H. nitidus Oldroyd, 1964
- H. nubilus (Wiedemann in Meigen, 1820)
- H. ornatipes Loew, 1851
- H. palaestinensis Theodor, 1980
- H. patruelis (Coquillett, 1893)
- H. paurosomus Pritchard, 1935
- H. phalna (Walker, 1849)
- H. phoenicurus Loew, 1872
- H. pilosus Lehr, 1970
- H. pyrinus Hermann, 1906
- H. rejectus Williston, 1901
- H. rubidus (Coquillett, 1893)
- H. rubigipennis (Macquart in Lucas, 1849)
- H. rubrifasciatus Bromley, 1931
- H. scoparius Loew, 1847
- H. senilis (Bigot, 1878)
- H. spatulatus Pritchard, 1935
- H. stonei Wilcox, 1965
- H. succinctus Loew, 1847
- H. timondavidi Tsacas, 1970
- H. tolandi Wilcox, 1965
- H. wilcoxi James, 1934
- H. willistoni Martin, 1962